# Librairie philosophique J. Vrin
La Librairie philosophique J. Vrin és una llibreria situada al número 6 de la plaça de la Sorbona, a París, així com una editorial francesa especialitzada en la publicació de llibres sobre filosofia. Fou fundada com a llibreria per Joseph Vrin el 1911 i no esdevingué una editorial fins més endavant.

## Història
Joseph Vrin, originari del Berric, es mudà a París per treballar de llibreter després d'haver acabat els estudis clàssics al Gran Seminari de Bourges. En un primer moment elegí la Librairie Blanchard, davant de la Universitat de la Sorbona, per al seu aprenentatge, però el 1911 adquirí la Librairie Thomas et Mulot, situada al número 6 de la plaça de la Sorbona, on llançà en nom propi una col·lecció de llibres formada principalment per textos nous i de segona mà (més assequibles per als estudiants) especialitzats en les disciplines impartides a la Sorbona. A la dècada del 1920 adquirí una altra llibreria situada a la rue Saint-Jacques, 71, especialitzada en les belles lletres, textos grecs i llatins i obres d'art. Comprà successivament els fons de segona mà de la Librairie Thiebault, a la rue des Écoles, caracteritzats per temes més històrics. Assolida aquesta mida, el paper de la Librairie Philosophique J. Vrin com a llibreria de segona mà es veié reforçat al llarg dels anys i conduí a la creació de butlletins mensuals de llibres d'ocasió i de catàlegs de llibres de publicació mensual a partir del 1949.
Després de trobar-se amb el professor Étienne Gilson, que acabava de ser nomenat a la càtedra d'Història de la Filosofia Medieval a la Sorbona, el 1926 esdevingué una editorial dedicada fonamentalment a la filosofia, seguint la tradició francesa de les llibreries-editorials (Aubier, Flammarion, Blanchard, Nizet, Geuthner o Corti). És una de les poques editorials franceses que encara té aquesta doble identitat.
A fora de les fronteres gal·les és vista com una referència de les publicacions filosòfiques acadèmiques. Distribueix i ven els seus llibres arreu del món i negocia els drets de les seves pròpies publicacions a tots els països.